# Балуаз Ледис Тур
Балуаз Ледис Тур (англ. Baloise Ladies Tour) — шоссейная многодневная велогонка, проходящая по территории Бельгии и Нидерландов с 2014 года.

## История

Логотип гонки с 2014 по 2020 год

Гонка была создана 2012 году под названием BeNe Ladies Tour и сразу вошла в Женский мировой шоссейный календарь UCI.
В 2020 году гонка была отменена из-за пандемии COVID-19.
С 2021 года титульным спонсором стала компания Baloise Insurance, а гонка сменила своё название на  Baloise Ladies Tour.
Маршрут гонки проходит в провинциях двух странах — бельгийской Восточная Фландрия и нидерландской Зеландия. В первый год продолжительность составляла два дня, в течение которых проходил один полноценный этап и два полуэтапа. Со следующего, 2015 года добавился ещё один полноценный этап, а с 2017 года ещё и пролог. Один из полуэтапов проводится в формате индивидуальной гонки.

## Призёры
| Год  | Победитель     | Второй                 | Третий           |          |
| ---- | -------------- | ---------------------- | ---------------- | -------- |
| 2014 | Эмма Юханссон  | Жольен Д'Ор            | Шара Гиллоу      |          |
| 2015 | Жольен Д'Ор    | Флортье Макай          | Елена Чеккини    |          |
| 2016 | Жольен Д'Ор    | Флортье Макай          | Элиза Дельзенн   |          |
| 2017 | Марианна Вос   | Элис Барнс             | Аннетт Эдмондсон |          |
| 2018 | Марианна Вос   | Лиза Кляйн             | Кэти Арчибальд   |          |
| 2019 | Лиза Кляйн     | Эми Питерс             | Марлен Рёссер    |          |
| 2020 | отменено       | отменено               | отменено         | отменено |
| 2021 | Лиза Кляйн     | Мике Крёгер            | Анна Хендерсон   |          |
| 2022 | Эллен Ван Дейк | Лорена Вибес           | Одри Кордон      |          |
| 2023 | Люсинда Бранд  | Эмма Норсгор-Йёргенсен | Анна Хендерсон   |          |
| 2024 | Лорена Вибес   | Пфейффер Джорджи       | Талита Де Йонг   |          |
| 2025 |                |                        |                  |          |